# Катастрофа Boeing 727 под Мараватио
Катастрофа Boeing 727 под Мараватио — крупная авиационная катастрофа, произошедшая в понедельник 31 марта 1986 года в горах Сьерра-Мадре в окрестностях Мараватио. Авиалайнер Boeing 727-264-Advanced авиакомпании Mexicana выполнял международный рейс MX940 по маршруту Мехико—Пуэрто-Вальярта—Масатлан—Лос-Анджелес, но через 15 минут после вылета из Мехико загорелся, развалился на две части и врезался в гору Эль-Карбон. Погибли все находящиеся на его борту 167 человек - 159 пассажиров и 8 членов экипажа.
На 2024 год остаётся крупнейшей авиакатастрофой в Мексике и в истории мексиканской авиации. Также это крупнейшая катастрофа в истории самолёта Boeing 727.

## Самолёт
Boeing 727-264-Advanced (регистрационный номер XA-MEM, заводской 22414, серийный 1748) был выпущен корпорацией «Boeing» в 1981 году, первый полёт совершил 4 мая. В мае-июне того же года был продан авиакомпании Mexicana, которая присвоила ему имя Veracruz (Веракрус). Оснащён тремя турбореактивными двигателями Pratt & Whitney JT8D-17R, развивавшими тягу в 17 400 фунтов.

## Экипаж
- Командир воздушного судна (КВС) — 35-летний Карлос Гвадаррама Сикстос (исп. Carlos Guadarrama Sixtos). Ветеран мексиканской авиации, налетал свыше 15 000 часов.
- Второй пилот — 34-летний Филип Л. Пьяхет Рорер (исп. Philip L. Piaget Rohrer).
- Бортинженер — 29-летний Анхель Карлос Пеньяско Эспиноса (исп. Ángel Carlos Peñasco Espinoza).

В салоне самолёта работали пятеро стюардесс, одна из которых была женой командира экипажа.
| Гражданство | Пассажиры | Экипаж | Всего |
| ----------- | --------- | ------ | ----- |
| Мексика     | 139       | 8      | 147   |
| Франция     | 8         | 0      | 8     |
| США         | 6         | 0      | 6     |
| Швеция      | 4         | 0      | 4     |
| Канада      | 2         | 0      | 2     |
| Всего       | 159       | 8      | 167   |

## Катастрофа
Boeing 727-264-Advanced борт XA-MEM выполнял рейс MX940 по маршруту Мехико—Пуэрто-Вальярта—Масатлан—Лос-Анджелес. Днём ранее (в воскресенье 30 марта) была католическая пасха, и теперь после праздника люди толпились в аэропорту имени Бенито Хуареса в Мехико. Непосредственно на рейс 940 сели 159 пассажиров (поначалу газеты сообщали о 158 пассажирах), включая сына и дочь командира экипажа. Преимущественно это были мексиканцы, а также семь американцев, два канадца и восемь французов. В 08:50 CDT (встречаются данные 08:40 CDT) «Боинг» вылетел из Мехико и начал набор высоты.
Через 10 минут после взлёта самолёт пересёк границу штата Мичоакан. Поначалу всё проходило без отклонений, но на 15-й минуте полёта, в 09:05, когда «Боинг» поднялся до высоты 31 000 футов (около 9450 метров) и КВС только вышел на связь с районным диспетчерским центром Мехико, в левом крыле взорвалась шина левого шасси. Части лопнувшей шины пробили электрические кабели, линии гидравлической системы и топливопровода. Из-за разгерметизации самолёта пилоты приняли решение возвращаться в Мехико и, получив разрешение от диспетчера, приступили к снижению.
Тем временем вытекшие из повреждённых масло-топливопроводов жидкости воспламенились от электрических искр и вызвали пожар. Проникнув в салон, дым вызвал панику среди пассажиров, которые пытались найти спасение от пожара. По свидетельству очевидцев, горящий авиалайнер развалился в воздухе на две части и в 09:11 врезался в гору Эль-Карбон (исп. El Carbón, система Восточная Сьерра-Мадре) на высоте 2743 метра над уровнем моря в окрестностях Мараватио и в 80 милях от Мехико. Погибли все 167 человек, находившиеся на борту.
Из его хвоста клубился дым, а затем я увидел пламя. Потом он словно взорвался и разделился надвое.
(англ. It had smoke billowing from the rear, and then I saw flames. Suddenly it seemed to explode and burst in two.)Ноэ Гарсиа, 15-летний сын фермера
Это крупнейшая катастрофа в истории Мексики и авиакомпании Mexicana. Она вдвое превосходит произошедшую 4 июня 1969 года катастрофу Boeing 727 под Монтерреем (79 погибших). Также это крупнейшая катастрофа в истории Boeing 727.

## Расшифровка переговоров
КВС: Центр Мехико, доброе утро! Радарный контроль, докладываем о подъёме 310 (31 тысяча футов). (исп. Centro México buenos dias, contacto radar reporte al nivelar 310.)

Диспетчер: Мексикана 940, доброе утро. Радарный контроль, доложили о подъёме до 310. (исп. Mexicana 940 buenos días, contacto radar, reporte al nivelar a 310.)

Слышен грохот.

КВС: Мехико, Мексикана 940 запрашивает разрешение на… [статические помехи] снижение! (исп. México, Mexicana 940 solicitando menor… abajo!)

Диспетчер: Мексикана 940, слушаю. (исп.  Mexicana 940, prosiga.)

КВС: Мы запрашиваем меньшую высоту!… [шумы усиливаются] (англ. Estamos solicitando menor altitud!…)

Диспетчер: 940, вы запрашиваете снижение высоты? (исп. 940, ¿es correcto, solicita menor altitud?)

КВС: Подтверждаю! (исп. Afirmativo!)

Диспетчер: Мексикана 940, вы запрашиваете высоту ниже 280 [28 000 футов или 8535 метров]? (исп. Mexicana 940, ¿solicita menor altitud de 280?)

КВС: Чрезвычайная ситуация, Мексикана 940 запрашивает возвращение в Мехико! (исп. De emergencia Mexicana 940 solicita regresar a México!)

Диспетчер: Понял 940, снижайтесь и сохраняйте 200 [20 000 футов или 6100 метров] до выхода на радиомаяк Мехико. (исп. Recibido 940, está a autorizado a descender a 200 directo por la derecha directo a VOR de México.)

КВС: Мексикана 940, центр Мехико!… [статические помехи] падаем, падаем! (исп. Mexicana 940, centro México!… pierdo altura, pierdo altura!)

Диспетчер: Мексикана 940, ответьте, если слышите … Мексикана 940? (исп. Mexicana 940, diga si escucha… ¿Mexicana 940?)

Связь с рейсом 940 прекращается.

## Причины катастрофы

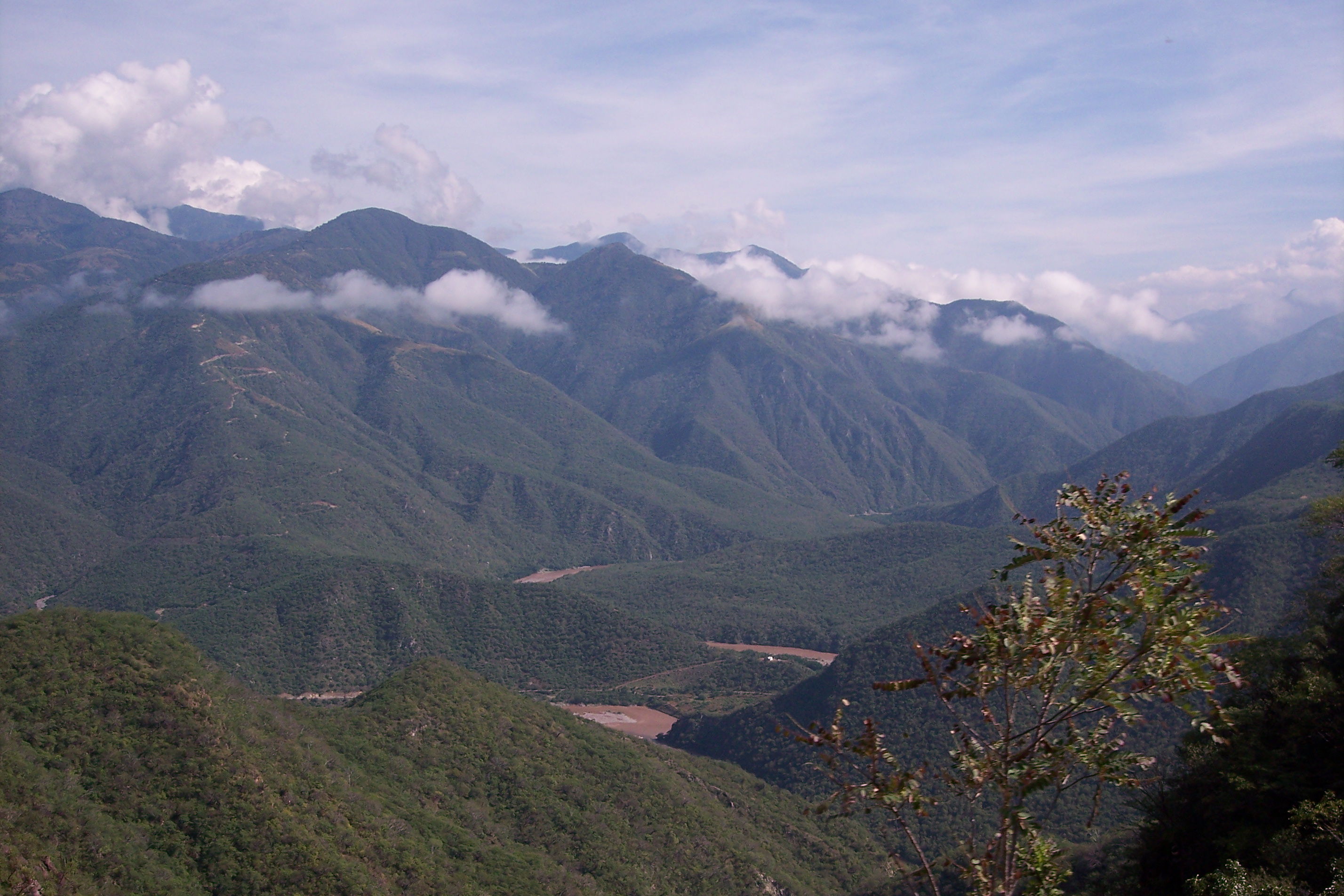
Горы, в которые врезался самолёт

После катастрофы сразу две ближневосточные группы взяли на себя ответственность за катастрофу. Было даже подброшено анонимное письмо, согласно которому самолёт был взорван террористом-смертником как месть за действия США против Ливии. Хотя в данном случае не совсем было ясно, какое отношение к действиям США имела Мексика.
Были версии, согласно которым самолёт был взорван из-за находящихся на нём тайных агентов Израиля. Однако в ходе расследования версии о терактах были отклонены.
Истинная причина катастрофы заключалась в нарушении процедуры технического обслуживания. Было установлено, что техники в аэропорту Мехико заправили шины шасси не азотом, а обычным сжатым воздухом. Помимо этого, на самолёте на левой стойке шасси были неисправны тормоза, в результате чего колодки прижимались к тормозным дискам. В результате при взлёте у рейса 940 одна шина левого шасси нагрелась. Так как внутри неё находился не азот, а воздух, то под воздействием большого давления и температуры произошла химическая реакция продуктов крекинга резины с воздухом внутри шины и она взорвалась.